# Cyprididae
Famille
Synonymes
Cypridae
Les Cyprididae sont une famille de crustacés de la classe des ostracodes, de la sous-classe des Podocopa, de l'ordre des Podocopida et du sous-ordre des Cypridocopina.

## Liste des sous-familles
Batucyprettinae - Bradycypridinae - Callistocypridinae - Cyprettinae - Cypricercinae - Cypridinae - Cypridopsinae - Cyprinotinae - Diacypridinae - Dolerocypridinae - Eucypridinae - Herpetocyprellinae - Herpetocypridinae - Hungarocypridinae - Isocypridinae - Limanocypridinae - Liocypridinae - Megalocypridinae - Mytilocypridinae - Ngarawinae - Pelocypridinae - Rudjakoviellinae - Scottiinae